# Свята Алжиру

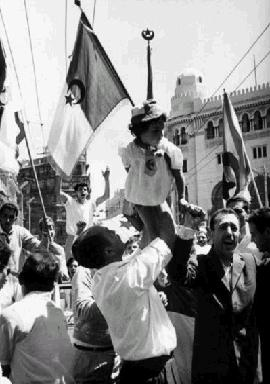
Святкування 5 липня 1962

Це список свят Алжиру. 

## Державні свята
| Дата        | Назва               |
| 1 січня     | Новий Рік           |
| 12 січня    | Новий Рік (Бербери) |
| 1 травня    | День Праці          |
| 5 липня     | День Незалежності   |
| 1 листопада | Річниця революції   |

## Рухомі свята
| Назва                | Опис                              |
| Ісламський Новий Рік | 1-й день місяця Мухаррам          |
| Ашура                | 10-й день місяця Мухаррам         |
| Мавлід               | Народження Пророка Мухаммада      |
| Свято розговіння     | Кінець Рамадану                   |
| Курбан-байрам        | За 70 днів після закінчення посту |